# Ekdicije
Ekdicije (latinski Ecdicius Avitus ) (r. oko 420.) je bio glavni zapovjednik vojske, magister militum praesentalis Zapadnog Rimskog Carstva tijekom 474. i 475. godine. Bio je rimskim senatorom.
Rodio se u Arvernu.
Ekdicije je bio sin cara Avita i jedan od najbogatijih ljudi umirućeg Carstva. Zbog svog podrijetla koje je bilo romanizirano galsko, uživao je posebnu potporu na području Galije. Nakon katastrofe u bitci kod Carthage[nedostaje izvor] 468. godine Vizigoti su objavili rat Rimu u pokušaju da osvoje današnje južne dijelove Francuske. Tijekom tih bitaka Ekdicije se proslavio s vojskom koju je financirao iz vlastitog džepa. 471. je s nekoliko ljudi zauzeo Clermont-Ferrand koji su opsjedali Vizigoti. Na svoj je trošak organizirao otpor. Zbog toga mu je rimski car Antemije dodijelio naslov patriciusa.
Dolaskom na vlast Julija Nepota čija porodica je bila dva desetljeća ranije povezana s carem Avitom, ovaj heroj bitaka s Vizigotima je uzdignut na položaj glavnog zapovjednika vojske. Ekdicije je imao za vazala burgundskog vladara Kilperika II. To je bilo kad je Kilperik tek došao na vlast 473. godine. Nakon godine dana, Kilperik se je osamostalio.
Nakon samo godinu dana na tom visokom položaju dolazi do razlaza između zapovjednika vojske i cara. Razlozi smjene nikad nisu bili razjašnjeni nego su samo ostale pretpostavke da je to povezano s odlukom Julija Nepota da sklopi mir s Vizigotima kojima se priznaje status nezavisnog kraljevstva i vlasništvo dobrog dijela Galije, što nije moglo odgovarati Ekdiciju čija glavna politička baza i bogatstva su se nalazila u Galiji.
Konkretni tijek događaja bio je da su Vizigoti su upali u Italiju, no Julije Nepot je to uspio spriječiti. Sukob je okončan mirom u prvim mjesecima 475. godine. No ovaj je mir imao tešku cijenu cijenu za Ekdicija. Da bi Nepot dobio Provansu i Narbonensis Secundu, zauzvrat je morao nešto ponuditi Vizigotima, a to je bila zemlja i grad Arverna, grad koji je junački podnosio zapadnogotsku opsadu. Budući da je to bio Ekdicijev rodni grad, nije bio zadovoljan takvim mirom, zbog čega ga je car Julije Nepot kao sumnjiva opozvao s tog mjesta u Italiju. Na mjesto Ekdicija Julije Nepot je postavio Flavija Oresta kojeg je imenovao patricijem.